# قاوس (جيجل)
بلدية قاوس هي إحدى بلديات دائرة تاكسنة ولاية جيجل .
يحيط بها عدة أحياء منها شادية وقرية بني أحمد